# Kyoto station
Kyoto station (japanska: 京都駅?, Kyoto-eki) är en järnvägsstation i stadsdelen Shimogyo-ku i Kyoto, Japan. Stationen består av fyra olika spårsystem utan spårförbindelse med varandra: Shinkansen, JR Nishi Nihon, Kintetsu och Kyotos tunnelbana. JR Nishi Nihons linjer har gemensamma spår och plattformar på stationen och många tåg är genomgående. 
Kyoto station ligger i södra delen av Kyoto centrum cirka 2 km söder om tunnelbanestationen Karasuma station.  Lokala järnvägs- och tunnelbanelinjer erbjuder anslutningar till andra stationer i Kyoto.

## Linjer
- JR Nishi Nihon (JR West):
  - JR Bivako-sen (Tokaidolinjen)
  - JR Kyoto-sen (Tokaidolinjen)
  - JR Nara-sen
  - Sagano-sen
- Tōkaidō Shinkansen (JR Tokai (JR Central))
- Kintetsu Kyoto-sen (Kintetsu)
- Kyotos tunnelbana